# Royal Pavilion
El Royal Pavilion ('Pabellón Real') es una antigua residencia real que se encuentra en Brighton, Inglaterra. Fue construido en el siglo XIX como un retiro a orillas del mar para Jorge IV del Reino Unido, entonces aún Príncipe Regente. También recibe el nombre de Brighton Pavilion.

## Historia

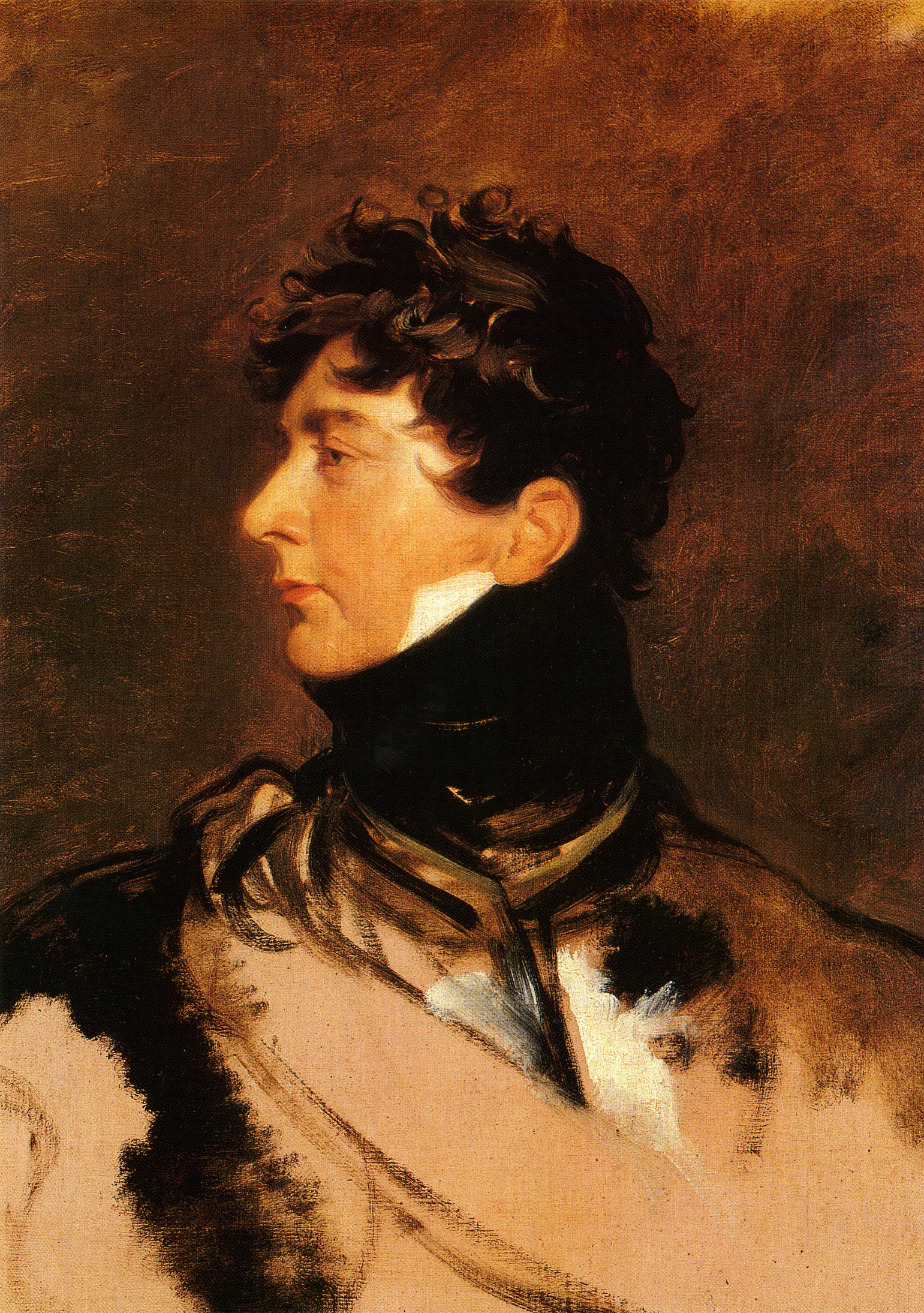
Jorge IV

### Contexto
Brighton no fue más que un pequeño pueblo pesquero hasta bien entrado el siglo XVIII. Hacia 1740, fue aumentando la popularidad del lugar debido a las curas de las aguas de mar, recomendadas por un conocido médico de Lewes, el doctor Richard Russell.
El príncipe de Gales, Jorge IV visitó Brighton por primera vez en 1783, como recomendación de sus médicos, que pensaban que el agua de mar sería beneficiosa para su gota. Durante sus primeras visitas al pueblo en 1783 y 1784 el Príncipe de Gales se quedó en Grove House, una gran residencia construida en la parte norte de la Steine en la década anterior y alquilada por su tío, el duque de Cumberland, de George Wyndham. A finales de 1780, la construcción de las terrazas Georgianas ya había empezado y el pequeño pueblo pesquero se convertía poco a poco en el cotizado centro turístico que es hoy en día. Durante la primera visita del rey Jorge IV, el regente se enamoró de la pequeña villa pesquera y alquiló una pequeña granja en la zona de Old Steine, cercana al paseo. Apartado de la Corte Real de Londres, el pabellón era a la vez un sitio discreto en el que el príncipe podía tener relaciones con su primera mujer, María Ana Fitzherbert, con la que se había casado en un matrimonio ilícito, pues era católica. En 1786 la casa fue alquilada por el duque de Marlborough tras la venta de su otra casa Steine House, sin embargo, y él compró de plano en 1790; el Príncipe de Gales, por lo tanto, probablemente pasó la temporada 1786 en la casa de campo cerca de Thomas Kemp.

### Las ampliaciones

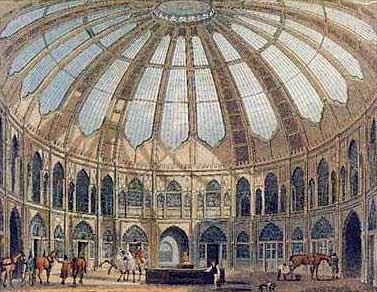
Las caballerizas, obra de Henry Holland, con su exótica cúpula de rasgos orientales.

#### De pequeña granja a modesta villa

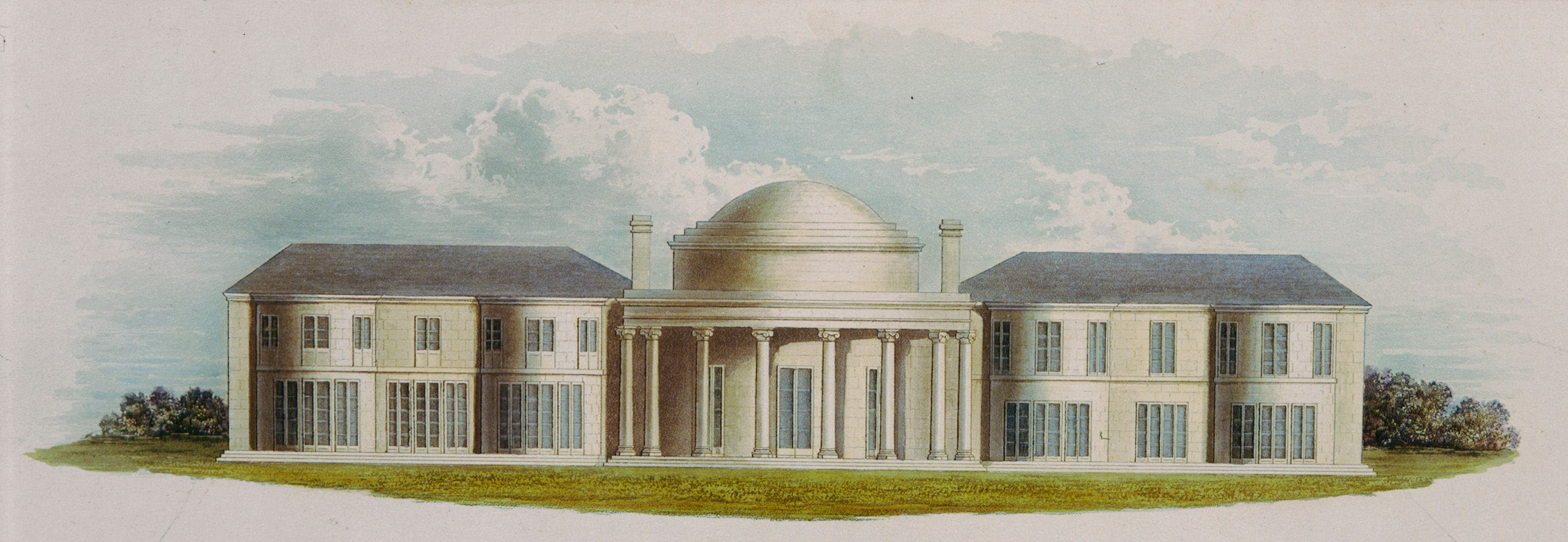
El Marine Pavilion antes de la reforma de John Nash.

Enseguida la ciudad gustó al entonces príncipe, que era vanidoso y con gran pasión por la moda, las artes, la arquitectura y la buena vida, y se dio a la bebida, las mujeres y el juego. Su decadente estilo de vida, combinado con su gusto por la arquitectura y las artes decorativas, tuvieron como resultado un gran endeudamiento. En octubre de 1786 el Príncipe de Gales estaba buscando una residencia permanente en Brighton y tuvo su Secretario de la Cocina, Louis Weltje, adquirir un contrato de arrendamiento de la granja de Kemp, luego Henry Holland fue empleado para construir una casa nueva marina en el sitio entre abril y junio de 1787. En 1787, tras muchas súplicas y promesas hechas por el Príncipe de Gales, la Cámara de los Comunes acordó pagar sus deudas y aumentar sus ingresos.
El Príncipe entonces contrató los servicios del arquitecto Henry Holland quien fue empleado para transformar su pequeña granja en una modesta y nueva villa cerca de "La Marina" entre abril y junio de 1787, que sería conocida como Marine Pavilion. Conocido inicialmente como Brighton House, el "Pabellón Marino" del Príncipe era una clásica villa de dos plantas en forma de una letra "E", con entramado de madera y con fachada de azulejos matemáticos de color crema. Un salón abovedado con seis columnas iónicas se sitúa en el centro con las alas inclinadas a ambos lados, mientras que un pórtico jónico proporcionó la entrada en el lado occidental. La decoración era de un brillante estilo francés. Con su mencionada pasión por el arte y la fascinación por Oriente, amuebló y decoró ricamente la casa, escogiendo especialmente objetos y muebles importados de China, e hizo empapelar las paredes con papel pintado a mano.
Varios hombres perdieron la vida mientras trabajaban en la cúpula, pero la casa se terminó a finales de junio, 1787. El príncipe tomó posesión el 6 de julio de 1787, pero Weltje, que compró la casa y los jardines de Kemp en noviembre de 1787 por 5850 libras, cargo al Príncipe una renta anual de 1000 libras y tenía una casa construida para él mismo entre la esquina sur-occidental y los establos del Príncipe. El príncipe finalmente compró el Pabellón de 17 000 libras fideicomisarios de Weltje en septiembre de 1807.

#### Las reformas del palacio y la prosperidad de Brighton
En 1801 el príncipe estaba considerando modificaciones a la casa. Holland elaboró un nuevo plan oriental, pero fue su sobrino, P.F.Robertson, quien se encargó de agregar dos nuevas alas de forma ovalada en 1801-2 perpendicularmente a la fachada oriental. En 1802 también, el príncipe se presentó con algunos rollos de papel pintado chino que posteriormente fueron colgados en la galería. Así tomado por ellos se encontraba el príncipe que tenía todo el interior redecorado en estilo chino por John Crase and Sons, y él también tenía planes para nuevos exteriores de estilo chino elaborados por William Porden en 1805 y Humphrey Repton en 1806-7, tampoco fue retomada, sin embargo. La construcción de los establos (el "Domo", q.v.) se inició en 1803, y en 1805 se establecieron los terrenos por Lapidge y Hooper, pero algunas otras adiciones o mejoras se hicieron para el Pabellón de Marina en los años de 1806 hasta 1814. En 1808 se completaron las nuevas caballerizas, con un impresionante domo de vidrio por cubierta, y capacidad para 62 caballos.
Jorge estaba dispuesto a hacer de su palacio lo último en confort y comodidad. Se prestó especial atención a la iluminación, la calefacción y el saneamiento, y se proveyó del más moderno equipamiento a la Gran Cocina.
Mientras tanto, la ciudad de Brighton crecía exponencialmente, pasando de aproximadamente 3600 habitantes en 1786 a 40 634 en 1831. Las tareas de reforma de la villa del Príncipe daban trabajo a los albañiles y comerciantes locales. La presencia en la ciudad de la corte, los invitados del Príncipe y miembros de la alta sociedad británica de la época promovieron el negocio de los constructores e industrias.

#### De modesta villa a lujoso palacio
La transformación del Marine Pavilion comenzó en 1815 y tardó siete años en completarse.
El príncipe Jorge escogió para la ampliación del palacio al arquitecto John Nash, cuya propuesta seguía el estilo oriental en el que se habían construido las caballerizas. Nash estaba inspirado también en el paisajista Humphrey Repton, que había publicado diseños para un nuevo palacio basados en las formas arquitectónicas indias.
Las obras comenzaron haciendo alteraciones de la fachada central occidental, seguidas de la construcción de la Gran Cocina y los dos nuevos salones: el Salón de Música y el Salón de Banquetes.
Los trabajos en todo el edificio, estructura y decoración interior terminaron en 1823. La compleja composición de las cúpulas, torres y minaretes crea un exterior romántico. A cada lado del enorme domo central hay dos torres que dan servicio a las habitaciones interiores sobre el Salón, una mediante una escalera y la otra con una grúa. Para conseguir un efecto pintoresco, las paredes interiores fueron pintadas de forma que parezca un edificio hecho de piedra de Bath.
Durante el período de construcción, el Príncipe Regente se recreaba enseñando a sus invitados y amigos el progreso de su proyecto favorito. Acostumbraba a dar, después de cenar, paseos a través de las obras, con un plano de Nash en sus manos.
En 1817 Jorge contrata a Frederick Crace y Robert Jones para terminar de decorar el interior, combinando rica y sofisticada decoración con la altísima calidad del mobiliario, creando así un lujoso palacio para Jorge IV, coronado rey en 1820.

#### Un palacio real a la última
El Royal Pavillion reunía los adelantos de su época. Se diseñó para incorporar las últimas tecnologías y equipamiento para atender las demandas de calefacción y confort. Se trajeron multitud de novedades en la cocina, se instaló luz de gas y los baños tenían instalación completa de fontanería, con agua corriente e inodoros.

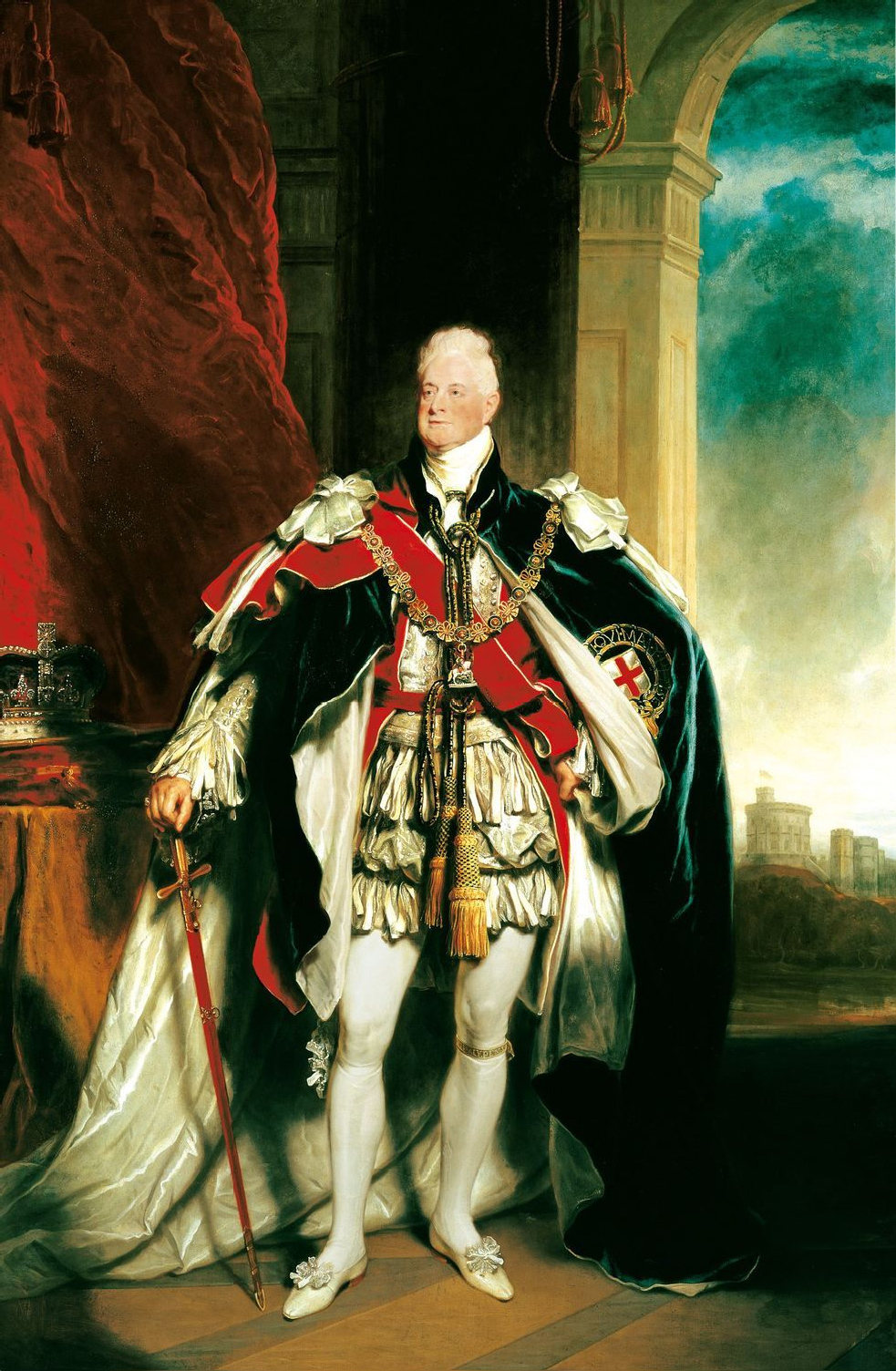
Guillermo IV

### Guillermo IV
Guillermo IV fue un rey popular entre la gente, y continuó alojándose en el Royal Pavilion durante sus visitas a Brighton. Según Jorge IV se iba volviendo más solitario y recluido hacia el final de su vida, la gente de Brighton estaba tranquilizada con la visibilidad y apertura de Guillermo.
No obstante, el Royal Pavilion no era adecuado para un rey casado, y tuvo que habilitarse más espacio para el servicio de la reina Adelaida. Se construyeron más edificios, la mayoría de los cuales han sido derruidos.
A pesar de que Guillermo y Adelaida continuaron dándole uso al Royal Pavilion, era ya en un estilo mucho más informal que la glamurosa y extravagante forma de las décadas anteriores.

### La reina Victoria y la venta del palacio
El rey Guillermo IV murió en 1837 y fue sucedido por su sobrina Victoria. La reina Victoria hizo su primera visita al Royal Pavilion en 1837, gesto que fue muy apreciado por la población local. No obstante, el estilo del pabellón, y su asociación a su extravagante tío, hacían que Victoria estuviese incómoda. Ella adoptó una política de austeridad económica mientras residía en Brighton.
Según su familia crecía, el Royal Pavilion se quedó corto de espacio y no le ofrecía la privacidad que requería, así que finalmente decidió poner en venta el palacio.  Sin embargo, los Brighton Commissioners y el Brighton Vestry consiguieron que el gobierno le vendiera el Pavilion a la ciudad por 53 000 libras en 1849 bajo el Brighton Improvement Act en 1850. Como se pensó que sería demolido, ordenó que se despojase el edificio de toda la decoración y mobiliario para ser usado en otras casas reales.

### La ciudad se hace cargo
Mientras tanto, la ciudad de Brighton continuaba prosperando con la expansión de la Revolución Industrial y la apertura de la nueva línea de ferrocarril desde Londres, lo que incentivó el turismo masivo.
La gente de Brighton era consciente de la importancia económica y simbólica del palacio, y en un año había sido redecorado en un estilo similar, aunque menos lujoso, y se abrió al público.
En 1864 la reina Victoria devolvió muchos artículos de decoración, como candelabros, pinturas, y otros tantos en 1899. Desde 1851 hasta los años 1920 el precio de la entrada era de seis peniques. En esta época, el Royal Pavilion se usaba para llevar a cabo eventos como fiestas, ferias, espectáculos y conferencias. Los Jardines del Royal Pavilion abrieron y se hicieron accesibles para residentes y visitantes.

### SiglosXXyXXI
Durante la Primera Guerra Mundial el Royal Pavilion se empleó como hospital para los soldados de la India heridos, lo que causó que los interiores fuesen alterados y dañados. En 1920 comenzó un programa de restauración, subvencionado por el Gobierno en compensación por los daños recibidos durante su función como hospital. La reina María devolvió toda la decoración y mobiliario original, incluso piezas que habían sido trasladadas al Buckingham Palace.
Tras una pausa durante la Segunda Guerra Mundial, las labores de restauración continuaron de nuevo, con el renovado interés de la era de la Regencia. Para asegurarse el rigor histórico de la reconstrucción, cada pieza se examina y se compara con dibujos y documentos procedentes de los Archivos.
El programa de restauración ha tenido momentos negativos. En 1975, un incendio provocado dañó el Salón de Música, que fue cerrado al público por 11 años. Después, en la gran tormenta de 1987, una esfera de piedra se desprendió de un minarete y cayó a través de la recién restaurada cubierta, enterrándose en la nueva alfombra. El equipo de restauración del Pavilion volvió al trabajo y ahora el Salón de Música está completamente restaurado.
Desde entonces, las labores de restauración se han centrado en las habitaciones del piso superior, con la intención de que los visitantes entiendan mejor cómo han aparecido más apartamentos privados.
Actualmente, el Pavilion está abierto a las visitas y también está disponible para eventos educativos, banquetes y bodas, y es testimonio de la prosperidad de Brighton, ciudad a la que está inextricablemente vinculado.

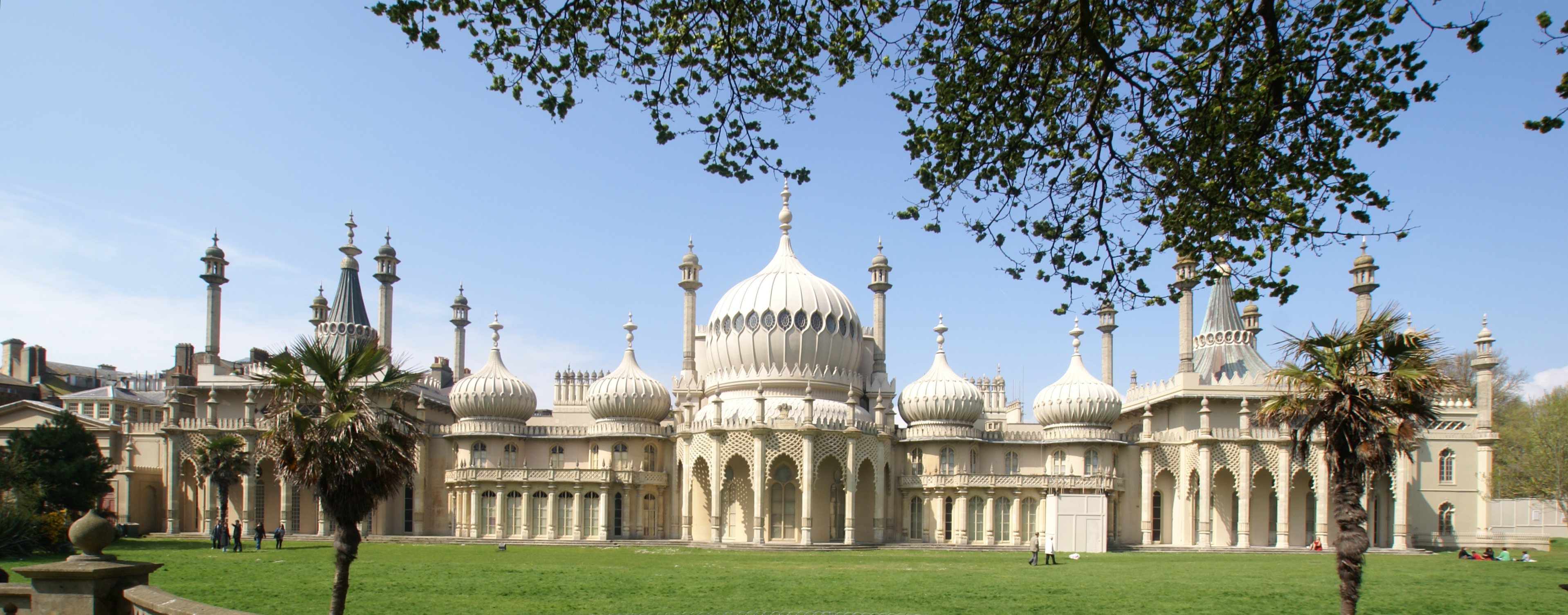
El Royal Pavilion en la actualidad con sus jardines, abiertos ambos hoy en día al público.

## Espacios

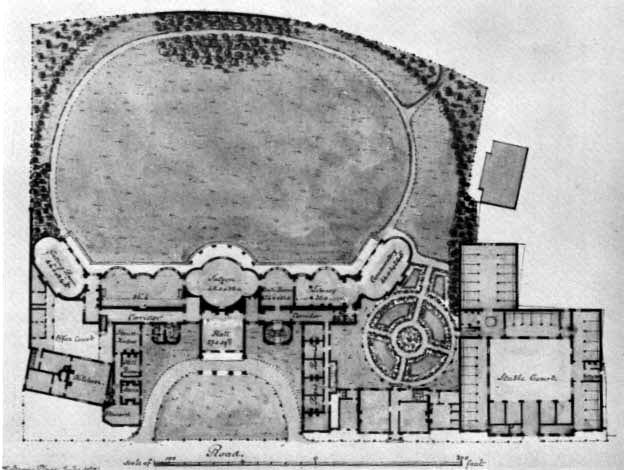
Planta del Royal Pavilion. En el centro, el Gran Salón, y a los lados, el Salón de Banquetes y el Salón de Música.

El Royal Pavilion es uno de los mayores referentes del Eclecticismo neo-oriental. Los enormes salones se destacan en el exterior mediante las características cúpulas bulbosas de influencia árabe.

### Salón de música
La música era una de las grandes pasiones de Jorge IV. En el Salón de música, la sala más al norte del conjunto, la orquesta de cámara del rey entretenía a los invitados con óperas italianas o de Haendel. El compositor italiano Rossini tocó aquí en 1823.
El interior de esta sala está iluminado por nueve candelabros con forma de loto. Los muros están decorados con telas rojas y doradas en estilo chinoiserie, sujetas por dragones pintados. Las ventanas tienen cortinas de seda azul satinada soportados por dragones voladores tallados. El techo, en forma de cúpula semiesférica, está forrado de escamas de yeso que disminuyen su tamaño hacia arriba, para dar impresión de mayor altura.
Esta sala fue seriamente dañada en el incendio de 1975. Después se llevó a cabo una restauración que incluyó la reproducción de la alfombra original hecha a mano. En 1987, una tormenta derribó una esfera de piedra de uno de los minaretes, que cayó a través de la cúpula y atravesó la recién restaurada alfombra. Hoy, esta sala ha sido restaurada siguiendo el esquema original proyectado por Frederick Crace, el decorador jefe del rey.

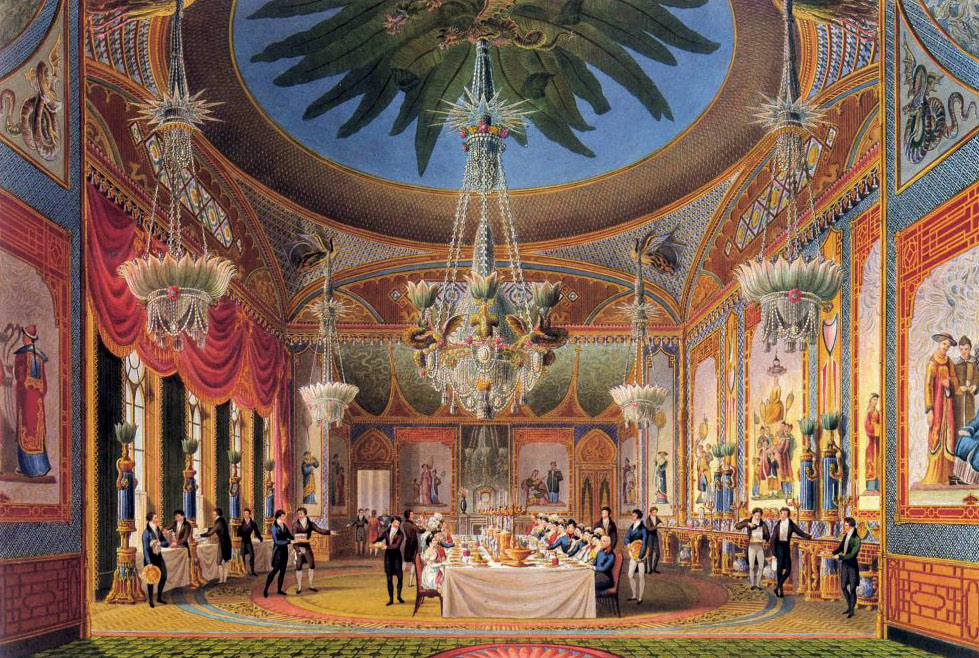
La lujosa sala de banquetes del Royal Pavilion, de la obra de John Nash Views of the Royal Pavilion (1826).

### Salón de banquetes
Este salón, el más meridional, busca un estilo teatral, el fondo que Jorge IV quería ofrecer a sus invitados y cortesanos. Sus banquetes llegaban a incluir hasta 70 platos distintos.
El imaginativo diseño de esta habitación corrió a cargo de Robert Jones, un conocido artista del momento.  Su deslumbrante diseño incluye una cúpula poco profunda, molduras y lienzos con escenas domésticas chinas. El espectacular candelabro de 30 pies de altura (9 metros) y peso de una tonelada, cuelga de las garras de un dragón plateado en el cénit de la cúpula, debajo del cual otros seis dragones más reducidos respiran luz a través de pantallas de cristal de vidrio de loto.
La impresionante mesa está basada en una pintura de 1823 creada por el arquitecto John Nash que representa el postre. Muchas de las exquisitas muestras de plata dorada se habría colocado en los aparadores de enfrente a la luz para mostrar la riqueza y el estatus de George IV al máximo.
El estilo Regencia de la habitación está decorada con candelabros originales, hechos de jarrones de color azul de porcelana Spode con monturas de bronce dorado de dragones. En la pared de la ventana hay un aparador original, cedido por S. M. La Reina, chapados en madera de satín con dragones tallados y de madera dorada. La colección de la Regencia de plata dorada es la más importante de su tipo en cualquier parte de la vista del público.

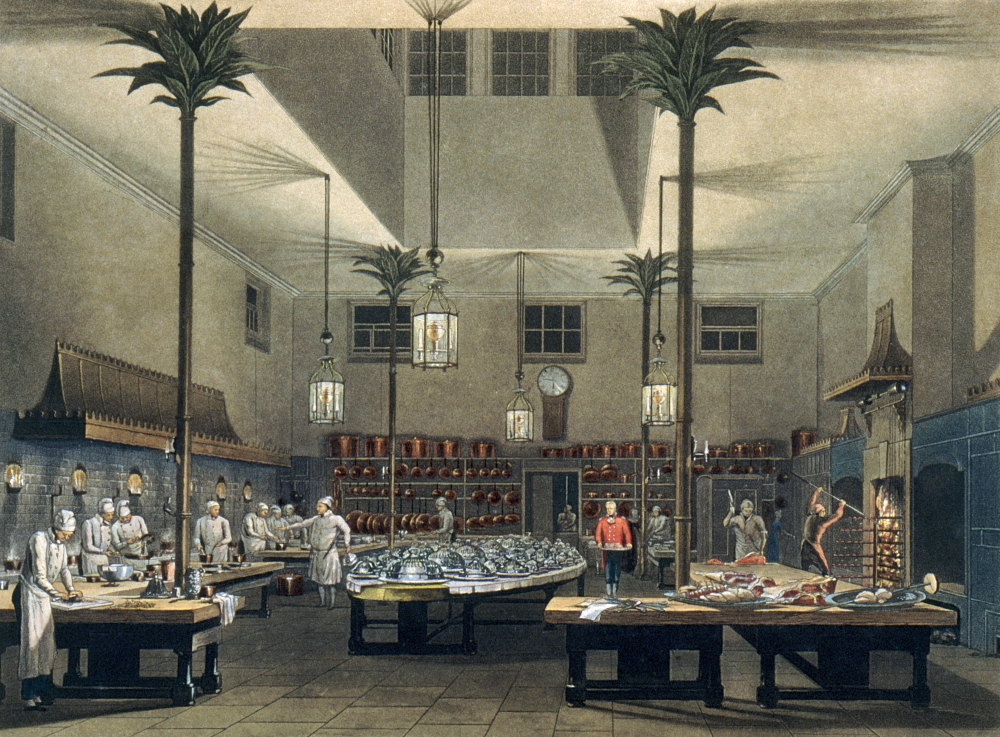
La Gran Cocina incorporaba las últimas novedades en tecnología.

### La Gran Cocina
Construida en 1816, la cocina, a diferencia del resto del pabellón, tiene una fachada dórica griega con frontón y pilastras con vistas al Palace Place. Relacionada con el Salón de banquetes, la Gran Cocina fue una de las primeras partes en ser completadas durante la reforma de Nash. Estaba diseñada para ser innovadora y moderna en su tiempo. El sistema de ventilación e iluminación consistía en doce ventanas altas situadas en un lucernario. También tenía suministro constante de agua corriente, procedente del depósito de agua del Pabellón. Las columnas, de hierro colado, están adornadas con capiteles con hojas de palmera talladas.
No era habitual encontrar una cocina tan próxima al comedor en aquellos tiempos. Esto le daba a Jorge IV la oportunidad de impresionar a sus invitados con sus novedosas tecnologías en la Gran Cocina como parte de su itinerario a través del palacio.
La Gran Cocina y el Salón de Banquetes estaban separados por la Table Decker's Room, donde los camareros recogían los platos para presentarlos en el Salón.
Jorge IV era un admirador de la cocina francesa, por lo cual necesitaba un chef que apreciase trabajar en la Gran Cocina y fuese capaz de cocinar los banquetes que él ofrecía. En 1816 contrató al reconocido chef Marie-Antoine Carême para trabajar en su casa de Londres, Carlton House, y en el Royal Pavilion. Carême era capaz de hacer obras maestras de cocina que encantaban al rey, y estimulaban la conversación. Particularmente espectaculares eran las tartas, que podían llegar a tener dos metros de altura y más de medio metro de diámetro.
Desafortunadamente, el rey no pudo convencer a Carême para quedarse más tiempo a sus órdenes y volvió a Francia un año después.
Tras la compra de la finca en el año 1850 la gran cocina se utiliza para exposiciones de arte, y desde 1858 hasta 1876 albergó la Escuela de Brighton de Artes y Oficios, que luego se convertiría en la Escuela Municipal de Arte (ver "Politécnico"). El interior ha sido restaurado y está forrado con más de 600 utensilios de cobre, mientras que el techo se apoya sobre columnas de hierro fino en forma de palmeras. También hay un nuevo tostado-asador, impulsado por la convección de su propio fuego.

### Salones de recepción

#### El Hall de entrada
Attree lo describe como un hall cuyo «color es arcilla cálida, con molduras rojas y azules. Este hall tiene treinta y cinco pies cuadrados, y veinte pies de altura, y está decorado con buen gusto en estilo chino. Una luminosa galería con toldo lo cruza, bajo el cual hay figuras de mandarines, a escala real, cada una sujetando una linterna de cristal coloreado, en el que están pintadas flores y otros motivos orientales, muy bien ejecutadas y de precioso efecto». Efectivamente, el diseño interior contempla dos nichos semicilíndricos en que albergan sendas estatuas, sobre las cuales discurre una galería atoldada, todo con reminiscencias de pagodas orientales.

#### La Galería
Los invitados eran conducidos a través del Hall de entrada por los asistentes, y después entraban en la Galería. Este pasillo conectaba todos los grandes salones del palacio. Los muros de este espacio estaban pintados con un diseño de rocas, árboles, arbustos y pájaros sobre un fondo rosa. El acabado actual es una reconstrucción de 1950.
La Galería estaba iluminada cenitalmente, a través de un lucernario longitudinal de vidrio pintado, y lámparas para iluminarlo durante la noche. Estas lámparas no solo eran para iluminar, también contribuían al efecto teatral.
Llena de muebles y decoración exóticos, con piezas de arte de China, la Galería utilizaba inteligentes técnicas decorativas, como hierro colado para imitar bambú y espejos cuidadosamente colocados.

#### La Galería del Salón de Banquetes
Este espacio existía ya en a granja original y en principio se articulaba en dos habitaciones, una antesala y un salón de desayuno. Cuando John Nash remodeló el palacio, pasó a ser utilizada como un "salón de después de cenar". Los invitados de Jorge IV se retiraban a esta sala, tranquila y retirada, para jugar a las cartas, charlar y beber.
Columnas con capiteles de hierro colado en forma de palmera, al igual que los de la Gran Cocina, sostienen el piso superior. Hoy, esta sala alberga uno de los mobiliarios más finos de la Regencia, hecho para conmemorar las victorias de Lord Nelson.

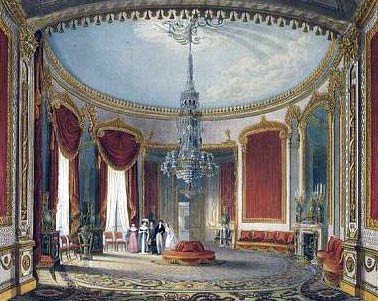
El Gran Saloon, dibujado por Nash en Views of the Royal Pavilion.

#### El Gran Salón (The Saloon)
Este espacio era la habitación central del primitivo Marine Pavilion. Es la única estancia del pabellón de Nash que conserva su forma original sin cambios desde 1787. La forma básica tiene una armonía que nunca falla: es circular, con la chimenea en su pared oeste, enfrente de los ventanales de la pared este, con dos antesalas semicupuladas en los lados norte y sur.
Se conservan dos diseños no ejecutados para este salón, en estilo etrusco, cuya inscripción «Este diseño para el Great Saloon fue recibido de M. Lignereux» se refiere a un artista que fue pagado, en asociación con Dominique Daguerre, para trabajar en la Carlton House. Los diseños muestran tratamientos alternativos para cada lado de la chimenea. En un principio, la decoración consistía en« [...]pinturas de Rebecca, ejecutadas con su mejor estilo», refiriéndose a Biagio Rebecca, que recibió un total de 360 libras por su trabajo, de las cuales 160 fueron «pagadas por Mr. Holland solo por el techo». El salón permaneció así sin cambios durante 14 años. H. R. Attree se refiere al Saloon en su libro Topography of Brighton así: 

Esta estancia forma una elipse de 55 pies. El techo está admirablemente ejecutado, y representa un cielo nublado, del que están suspendidas, mediante dragones voladores, tres inmensas linternas, exquisitamente decoradas con pinturas, entre las cuales se puede ver al Faum, o pájaro de la realeza, en todo su rico y variado plumaje, como en China solo está permitido ornamentar el palacio del Emperador. Las cornisas y frisos de este elegante salón son escarlata, azul y amarillo, entre las cuales cuelga una tela de seda amarilla, con borlas y campanillas, que da un efecto espléndido y único. La cornisa está soportada por cuatro columnas, y ocho pilastras, con dragones enrollándose alrededor de ellas, y un pasillo o encantadoramente pintada galería pasa alrededor de la cúpula, desde la que ocho dragones aparecen en el acto de volar entre ellos, suspendiendo cada uno mediante una elegante cadena una linterna pintada, aunque mucho más pequeñas que las anteriores. En las linternas hay más de treinta quemadores, que difunden un brillo más facilmente concebido que expresado y que permiten ver las paredes apaneladas de la habitación, y un papel de tierra azul, cuyos ornamentos son blancos grabados en plata, intercalados con pájaros del más rico plumaje, los cuales parecen estar literalmente animados, y fascinan al espectador con la más encantadora ventaja.

Está bajo la gran cúpula bulbosa exterior. La decoración interior ha cambiado varias veces desde los primeros días del edificio.
Desde 2006 se ha estado llevando a cabo un programa de conservación para restaurar el histórico Saloon a su esplendor inicial. Desde el inicio del programa, los trabajos de conservación han incluido asegurar y limpiar el fresco del techo, que representa el cielo, y limpiar el resto de superficies pintadas y doradas. Los trabajos seguirán con la recreación de la original decoración mural en plata y blanco perla, así como los zócalos y molduras.

#### La Galería del Salón de Música
Similar a la Galería del Salón de Banquetes, esta habitación proveía una atmósfera de calma para los invitados de Jorge IV tras la grandeza del Salón de Música. Podría haber sido usada para pequeños conciertos y recitales, quitando alguna vez la alfombra para permitir llevar a cabo bailes.
El gran piano fue traído al Royal Pavilion por la reina María. Con acabado exterior de palisandro con incrustaciones de bronce, es similar al piano original que había en esta sala durante el período de la Regencia.

### Los dormitorios

#### Los apartamentos del rey
En el esquema de la reforma de John Nash, la suite de Jorge IV fue trasladada del piso superior a la planta baja. El cambio permitía que el rey tuviese más fácil acceso (pues en este tiempo ya tenía sobrepeso y gota) a sus habitaciones privadas. Estos apartamentos tienen un estilo decorativo menos pomposo. La decoración y el mobiliario inglés y francés dan una imagen de elegancia sobria.
La cama original de Jorge IV está en préstamo a largo plazo. Esta cama se hizo en 1828 para sus recién reformados aposentos del Castillo de Windsor. Las habitaciones del rey comprenden el dormitorio, una biblioteca y una antesala. Al cuarto de baño se accedía desde el dormitorio y tenía el más moderno equipamiento de baño de lujo; desgraciadamente fue demolido más tarde, aún en el siglo XIX.

#### HabitacionesYellow Bow
El diseño de papel tapiz pintado favorito de Jorge IV, con diseños de dragones, fénix y aves del paraíso fue utilizado para decorar los apartamentos de sus hermanos, el duque de York y el duque de Clarence. El nombre lo reciben por el uso del nuevo y vigoroso color amarillo cromo, que hace destacar los óleos y acuarelas chinos, y contrasta con otros materiales empleados en la habitación.
Este conjunto de habitaciones ha sido restaurado a su diseño original con el papel de dragón y el zócalo de haber sido meticulosamente reproducidas a partir de fragmentos originales e impresos de la manera tradicional. El vivido amarillo cromo dramáticamente pone en marcha el rico colorido de las pinturas al óleo china y acuarelas, y contrasta extraordinariamente con el "florero rojo y una flor 'zaraza de la cama y telas de ventanas.

#### Apartamentos de la Reina Victoria
La Reina Victoria visitó el Royal Pavilion por primera vez en 1837, y opinó que era un «extraño, extravagante y achinado lugar, tanto por dentro como por fuera». Más tarde, volvería para una estancia más larga, con su marido Alberto y dos hijos en 1842, y el piso superior fue adaptado para acomodar a la Reina y a su familia. Victoria mantenía una férrea política de austeridad sobre los fondos de la Corona, y quería distanciarse, a sí misma y a la monarquía, de la extravagancia y el derroche de la era de la Regencia. El Royal Pavilion no pudo ofrecerle el suficiente espacio y privacidad, así que en 1850 vendió el palacio a la ciudad de Brighton.
Sus tres habitaciones (el dormitorio de la reina, la habitación del servicio y el ropero) han sido restaurados tal como estaban entre 1837 y 1845. El dormitorio de la Reina Victoria está decorado con papel pintado a mano en estilo chinoiserie, basado en papeles pintados originales. Estos están producidos de tal forma que, cuando se instalan, forman una escena continua que no se repite. La cama es de caoba, con dosel, y dispone de seis colchones de paja, pelo y plumas, es una copia de la original de 1830 en Stratfield Saye. El Cuarto de la criada está decorado con una reproducción de la imagen de fondo original suministrado por cortesía de Brunschwig et Fils.
El ropero fue utilizado como habitación del servicio durante el reinado de Jorge IV y luego fue convertido en cuarto de baño, tanto para Guillermo IV como para la reina Victoria.
La cámara de Victoria está sobre el Salán de la Entreda. Transformado en 1950 en un dormitorio de estilo de mediados de la época victoriana para conmemorar la residencia de la reina Victoria (1837-1845) en el Pabellón. Estaba amueblada con un estilo un tanto femenina con mobiliario dorado y lacado, una cama de metal de medio dosel, con muebles de color rosa y una alfombra Aubusson predominantemente rosa.

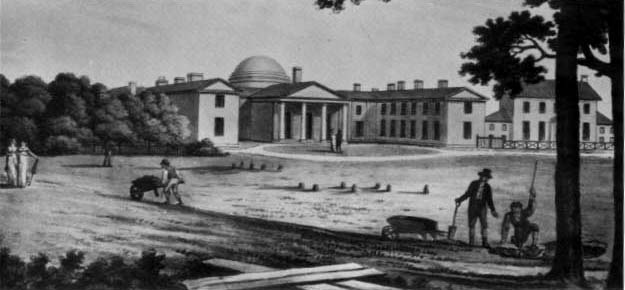
El Marine Pavilion y sus terrenos, antes de la remodelación de Nash.

### Los terrenos del palacio
La granja original de Jorge IV tenía una pequeña extensión de terreno alrededor. Según su posición financiera fue mejorando, pudo comprar parcelas alrededor del palacio para crear la finca que hoy se puede ver. Los límites del terreno son las puertas: Norte y Sur.

#### La Puerta Norte
La Puerta Norte da a Church Street y es la entrada norte del Royal Pavilion, es una puerta de estilo indio de piedra de Portland coronada por una cúpula de cobre y flanqueado por logias. Está adornado con columnas y minaretes, un león y la corona mirando hacia el norte, y una corona y las plumas del príncipe de Gales mirando hacia el sur. También lleva las letras "W IIII" y la fecha de 1832, y se erigió en ese año para el rey Guillermo IV por Joseph Good. Ahora es un edificio protegido. El 4 de octubre de 1837 la Puerta Norte estaba decorada con flores y se convirtió en un arco de triunfo para la primera visita de la reina Victoria. La cara norte tiene una fuente de agua potable de 1859. Adyacente a la Puerta Norte del Pabellón Real, se encuentra la Casa de la Puerta Norte.

#### La Puerta Sur
La Puerta Sur da a los Edificios del Pabellón; la primera entrada formal al sur del Royal Pavilion se le conocía como la Logia del Sur y fue terminado por William IV el 7 de mayo de 1831. Construido en línea con el resto de edificios de North Street, era un arco indio festoneado y coronado por torres orientales y fue diseñado por Joseph Good. Tras la compra de bienes en 1851 la South Lodge (Logia Sur) fue demolido por los comisionados de la ciudad, junto con algunas otras dependencias para la construcción de los Edificios del Pabellón, y fue reemplazado por una nueva Puerta del Sur en el sitio actual, coronado por cúpulas cóncavas de pagoda y con dos grandes, puertas de hierro flanqueados por pequeños arcos cuadrados a través del cual pasan los peatones.
El actual arco indio se encuentra treinta y siete metros de altura y fue diseñado por Thomas Tyrwhitt en estilo Gujerati con una simple cúpula montada sobre cuatro pilares de piedra. Se lleva la siguiente inscripción: "Esta puerta es el regalo de la India, en conmemoración de sus hijos que, asolada por la Gran Guerra, se tendió en el Pabellón, en 1914 y 1915". Fue dedicado para el uso de los habitantes de Brighton por Su Alteza el Maharajá de Patiala el 26 de octubre de 1921.

#### La Casa de la Puerta Norte
La Casa de la Puerta Norte, es de tres plantas, catalogado como un edificio de grado 2 y la única casa que queda de una terraza; de nueve, que una vez estuvo al lado de una carretera a través de los terrenos del Royal Pavilion. Conocido como Marlborough Row, esta terraza fue construida probablemente alrededor de 1774, pero los números 1-4 fueron demolidas en 1820 y los números 5-7 en 1821. El No.9 era la tienda de un pequeño herrero, cuyo propietario se negó a vender, pero fue finalmente expropiados para la ampliación de la calle Church.
La Casa de la Puerta Norte fue en sí presentado por William IV (Jorge IV) a su hermana, la princesa Augusta en 1830 y en 1832 fue remodelada la fachada con ventanas y decoraciones orientales para que coincida con el estilo de la nueva Puerta Norte. Desde 1930 es la sede de las oficinas del Royal Pavilion, galería de arte, museo y biblioteca pública, y también albergaba la biblioteca infantil por un tiempo. Se espera finalmente en sede del Museo Nacional del Juguete en el edificio.

#### Exterior del Royal Pavilion
John Nash transformó el modesto Marine Pavilion de Henry Holland en un gran palacio de estilo indio. El gran domo central se equilibra compositivamente con las suaves cubiertas en forma de tienda del Salón de Música y el Salón de Banquetes, y un bosque de pequeños domos, minaretes, pináculos y chimeneas. La superficie exterior del Pavilion está pintada imitando piedra de Bath, creando una visión unificada del edificio.

#### Establos Reales
El Domo fue construido originalmente como un establo para el Príncipe de Gales en 1803 por William Porden quien basó su diseño en el mercado de maíz de París. Debido a disminuir las finanzas y la escasez de materiales de la construcción, tomó varios años en completarse y el contratista, Edward Saunders, murió en 1805 en gran medida en la deuda debido a los retrasos. La fachada en ladrillo amarillo, el estilo indio de la construcción costó 55 000 libras, junto con la escuela de equitación adyacente. Los establos fueron completados en 1808. El edificio alberga hoy en día el Brighton Museum & Art Gallery y el Dome Concert Hall. Parte de esta área de las tierras era llamada originalmente Promenade Grove. Era un jardín público y un emplazamiento en el exterior para conciertos y eventos nocturnos.
Los magníficos establos fueron diseñados completamente por William Porden. Con la gran cúpula de 80 pies de diámetro (25 metros) y 65 pies de altura, fue uno de los más importantes del mundo en ese momento y se terminó a finales de 1806, su construcción llevó tres años. El exterior no se terminó hasta abril de 1808, pero el interior estaba en uso en agosto de 1806 y los establos podían albergar 60 caballos, con habitaciones para los mozos de cuadra y novios en el piso de arriba en las galerías circulares. Con las entradas en los cuatro lados, el establo se abrió a un patio rodeado de cocheras y vivienda de los sirvientes, un sitio que hoy ocupa la biblioteca pública, y desde allí por un amplio arco entra a Church Street. Una fachada fue construida a lo largo de Church Street en frente del patio, pero fue propuesta una pista de tenis interior que nunca fue construida y en 1832 el espacio fue ocupado por los establos para la reina Adelaida y otros edificios que hoy ocupa el museo y galería de arte. El ala oeste albergaba la escuela de equitación, ahora la Alhóndiga o Mercado del Maíz. Un pasaje subterráneo fue construido aproximadamente entre 1821 y 1822 desde los establos hasta el extremo norte del Pabellón Real a los recién construidos apartamentos del rey, para permitir el acceso directo y privado.

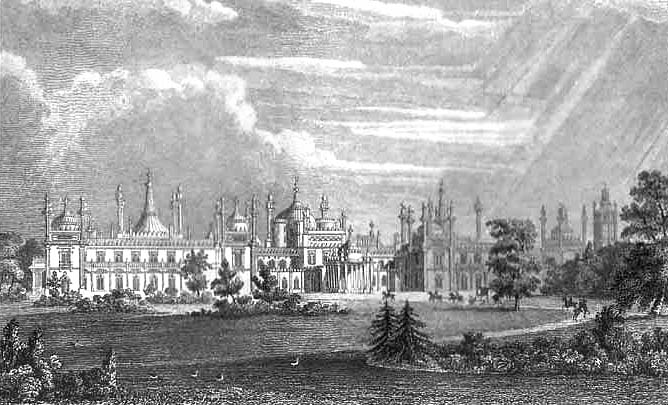
El Royal Pavilion recién acabadas las reformas.

#### Mercado del Maíz
Construido en 1803-8 por William Porden, la Alhóndiga fue erigido para el príncipe de Gales como escuela de equitación, y forma el ala occidental de los establos del príncipe ahora conocido como el Domo. El espléndido interior mide 178 pies por 58 pies con un techo sostenido a 34 pies de altura, y ahora se utiliza para exposiciones, recepciones y otras funciones. El exterior es de ladrillo amarillo y el edificio tiene ventanas Orientales muy grandes. Como parte de la original finca del Royal Pavilion, la Alhóndiga es ahora un edificio de grado I en lista.
En 1856, la escuela de equitación, que fue adquirida por la ciudad en 1850 como parte de la finca del Pabellón, se dejó como un cuartel de caballería, junto con el Domo. Adquirió su nombre actual el 1 de octubre de 1868, cuando el mercado de maíz fue transferido del King and Queen Inn y luego se llevó a cabo todos los jueves hasta que el edificio fue entregado a un hospital militar en diciembre de 1914. Después de la guerra se convirtió en una sala de exposiciones y la función, y en 1934 las alteraciones fueron hechas por Robert Atkinson a un costo de 34 000 libras esterlinas, el palco real se ha retirado, y una nueva entrada se hizo en Church Street con una gran figura de Ceres, la diosa del maíz, por James Woodford en un hueco encima del dosel.

#### Los Jardines
Originalmente, los jardines del Royal Pavilion fueron diseñados por John Nash como una pintoresca zona de recreo para el rey. El diseño del jardín reflejaba la revolución en paisajismo que había comenzado en 1730. Líneas rectas y formas simétricas fueron reemplazadas por caminos curvos, grupos naturales de árboles y arbustos y vistas pintorescas. El ajardinamiento empezó a llevarse a cabo en 1816, al mismo tiempo que la remodelación del Marine Pavilion, y fue completado en los primeros años 1820.
Durante los años finales del siglo XIX y los primeros del XX, los jardines fueron alterados hasta hacerse irreconocibles. No fue hasta los años 1980 que se restauró el esquema de los jardines originales, paralelamente a una gran restauración estructural del propio palacio. La restauración se llevó alrededor de 20 años en completarse.
El serpenteante camino que Nash diseñó en el período de la Regencia, discurre ahora desde la Puerta de Guillermo IV hasta la entrada del Pabellón Real, con camas irregulares de arbustos y flores mixtas a los lados del paseo y caminos sinuosos. Los árboles y arbustos fueron escogidos de la lista que se dio a Jorge IV en su momento, mezclados con equivalentes modernos de las variedades de herbáceas de los años de la Regencia.
Gran parte de la plantación de arbustos se basa en "reglas" para el diseño de arbustos descritos por Henry Phillips, un jardinero paisajista local, en 1828. Phillips aconseja que "un bien plantado arbusto depende de la selección de los árboles y arbustos que se suceden uno al otro en la que florece durante todo el año, así como contrastar tonos de verde para un efecto permanente y debajo plantar flores para la duración más corta".
La variedad de plantas que puede verse en los Jardines es, según la estación:
- Principios de primavera: almendros en flor, tojo, brezo, membrillos, campanillas, prímulas, narcisos y eléboros.

- Primavera plena: flor de espino, lilas, retama, tulipanes, vinca, lirios y peonías.

- Verano: jara, retama, romero, lavanda, 15 variedades de rosas, peonías, malvas, dedaleras, amapolas, margaritas.

- Principios de otoño: madroños, hortensias, fucsias, retama amarilla tardía, lirios tigre, girasoles, crisantemos.[8]

## Problemas estructurales y conservación
Cuando Jorge IV muere en 1830, la ambiciosa remodelación del Royal Pavilion estaba ya empezando a mostrar problemas estructurales. El tejado tenía goteras y los desagües se desbordaban, causando podredumbre de otros elementos. La restauración del Royal Pavilion comenzó a mediados del siglo XIX, y ha continuado hasta hoy. En 1920 empezó un importante programa de conservación de interiores, con intervenciones en la estructura en los primeros años 80.